# Grup Medianova
Grupo Medianova era una empresa d'Angola que publicava alguns periòdics i mitjans electrònics. El holding fou liderat per Álvaro Torre fins que en 2013 fou substituït per Filipe Correia de Sá. L'accionista principal era l'expresident d'Angola José Eduardo dos Santos. El 2016 va fer fallida.

## Productes
Els productes de Media nova eren: 
- O País
- Semanário Económico (Angola) O jornal da economia Angolana e do mundo[4]
- Socijornal
- Revista Exame versió local d'Exame Brasil[5]
- Rádio Mais (Angola)
- TV Zimbo

El Grup Medianova tenia la seva pròpia empresa de distribució, MN Distribuidora.
La tipografia Damer Gráfica SA també pertanyia al grup si bé que en propietat. o independent amb els mateixos accionistes não esta claro.
La publicitat Publivision també pertanyia al grup i entre els seus principals clients hi ha Sonangol, BPC i Angola Telecom.